# 火葦北阿利斯登
火葦北阿利斯登（ひ の あしきた の ありしと、生没年不詳）は、古墳時代（6世紀）の豪族。刑部靫部阿利斯登（おさかべ の ゆげい ありしと）ともいう。姓は君。

## 概要
1. 肥後国の葦北（現在の熊本県葦北郡および八代市）の国造であった有力な首長であり（『先代旧事本紀』「国造本紀」によると、景行天皇の時代に、吉備津彦の子の三井根子命が、国造になった、とある）、
2. 刑部（允恭天皇の皇后、忍坂大中姫にちなむ名代）の管理者であり、
3. 靫負部（ゆげいべ）として、中央に出仕し、朝廷の親衛軍として宮廷の警備にあたる役目を負った

一族の一員であった。息子の日羅が来朝した際に、大伴金村のことを「我が君」と呼んでいるのは、靫負部を配下においた大伴氏との主従関係によるものである。
火葦北国造の「君」である大伴氏による半島活動は、倭王権の指示によるものであった。ただし、そのために大伴氏が動員する人士は、大伴氏との関係が一次的であり、倭王権との関係は二次的である。阿利斯登からすれば半島での活動は大伴氏との関係を前提とするものであり、そこに王権の規制は働きにくかった。
なお、「阿利斯登」という名は、『日本書紀』巻第六の垂仁天皇2年の一書に登場する都怒我阿羅斯等がいて、火葦北国造は
その末裔という説、または同巻第十七の継体天皇23年・24年に登場する加羅王阿利斯等と同人物という説がある。阿利斯等はアリ（=大）、シチ（=首長）という解釈で、アリシトとは大首長の意であるという主張がある。

## 記録
『書紀』巻第二十の記録によると、宣化天皇の代に大伴金村の指示で、「海表」（わたのほか＝海外）に渡海し、任那を助けたという記事がある。巻第十八によると該当する記事が、宣化天皇2年10月（537年）に、
と記載されている。
敏達天皇12年（583年）、天皇はその息子、日羅を百済から召喚しようと試みた。日羅が百済人の使節に殺された際には、葦北君の一族によって、父の加羅人である阿利斯登の故地である葦北の地に改葬されたという。